# Bloodbound
I Bloodbound sono una band power metal svedese formata nel 2004 a Bollnäs.

## Storia
Nato da un'idea degli ex membri degli Street Talk, Fredrik Bergh e Tomas Olsson, la band ha incluso anche Michael Bormann (dei Jaded Heart), Urban Breed (dei Tad Morose) e Pelle Åkerlind (dei Morgana Lefay). Il loro album di debutto Nosferatu pubblicato nel 2005 comprendeva l'ex cantante dei Tad Morose Urban Breed alla voce. Rilasciato il 16 dicembre 2005 (in Giappone; il 24 febbraio 2006 in Europa), Nosferatu presenta artwork di Mark Wilkinson (Iron Maiden, Judas Priest e Marillion) e ha ricevuto una prima recensione positiva dalla rivista rock svedese Powerplay Rock & Metal Magazine. Basandosi esclusivamente sulla forza del loro album di debutto, la band ha aperto alcuni concerti per Evergrey ed è stata l'headliner del primo giorno del Gothenburg Metal Festival.
Dopo che Urban Breed annunciò la sua dipartita dai Bloodbound nell'autunno 2006, l'ex cantante dei Tad Morose Kristian Andrèn si unì brevemente alla band per alcune date dal vivo. Nel marzo 2007, annunciarono il loro nuovo cantante, il tedesco Michael Bormann, che ha cantato nel secondo album della band, Book of the Dead. Bormann, tuttavia, non ha suonato dal vivo con i Bloodbound; per la loro prima esibizione dopo l'uscita di Book of the Dead (giugno 2007 allo Sweden Rock Festival), Urban Breed prese il ruolo di cantante. Urban si esibì anche con la band in spettacoli successivi, incluso il Bollnäs Festivalen nel luglio 2007 dove i Bloodbound suonarono per due set, entrambi supportati da un'orchestra sinfonica. Per il secondo set, partecipò anche Paul Di'Anno degli Iron Maiden. Nell'ottobre 2007, annunciarono che il cantante originale Urban Breed si era ufficialmente riunito ai Bloodbound e che avrebbe cantato durante il tour della band a sostegno degli HammerFall.
Nel 2009, la band ha firmò un contratto con l'etichetta discografica Blistering Records per il loro terzo album, intitolato Tabula Rasa, uscito in aprile 2009. Nell'aprile 2010, Breed annunciò sul suo forum che i Bloodbound avevano deciso di continuare con un altro cantante, ponendo fine al suo secondo mandato con la band. Reclutarono Patrik Selleby (allora noto come Patrik Johansson), dalla band Dawn of Silence.
Nonostante l'apparente immagine black metal della band (i membri si truccavano in stile "corpse paint" nelle foto promozionali dei loro album, sul sito web e durante alcuni spettacoli dal vivo), però la loro musica non rientra nella categoria black metal, invece, è più simile nello stile a band heavy metal come Helloween e Iron Maiden, anche se i testi a volte richiamino temi più oscuri. L'album Stormborn del 2014 segnò uno spostamento tematico dei testi della band verso argomenti fantasy e più medievali, con numerosi riferimenti alla popolare serie TV Il Trono di Spade. Da War of Dragons, pubblicato nel 2017, i temi dei testi adottarono completamente temi fantasy medievali, con un'enfasi particolare sui draghi e tenendo il passo con i riferimenti a Il Trono di Spade, che vengono portati avanti nel successivo album Rise of the Dragon Empire del 2019.

## Formazione attuale
- Patrik Selleby – voce (2010-presente)
- Tomas Olsson – chitarra (2004-presente)
- Fredrik Bergh – tastiere, cori (2004-presente)
- Henrik Olsson – chitarra ritmica (2006-presente)
- Anders Broman – basso (2011-presente)
- Daniel Sjögren – batteria (2016-presente)

### Ex membri
- Urban Breed – voce (2004-2006, 2007-2010)
- Oskar Belin – batteria, percussioni (2004-2006)
- Jörgen "Poe" Andersson – basso (2006)
- Markus Albertson – chitarre (2006)
- Kristian Andrèn – voce (2006-2007)
- Michael Bormann – voce (2007)
- Johan Sohlberg – basso (2006-2011)
- Pelle Åkerlind – batteria, percussioni (2006-2016)

## Discografia
- 2005 ─ Nosferatu
- 2007 ─ Book of the Dead
- 2009 ─ Tabula Rasa
- 2011 ─ Unholy Cross
- 2012 ─ In the Name of Metal
- 2014 ─ Stormborn
- 2017 ─ War of Dragons
- 2019 ─ Rise of the Dragon Empire
- 2021 ─ Creatures of the Dark Realm

### Album dal vivo
- 2016 ─ One Night of Blood: Live at Masters of Rock MMXV

### LP
- 2020 ─ Bloodheads United[3]

### Video musicali
- 2012 ─ In the Name of Metal
- 2014 ─ Stormborn
- 2016 ─ Moria (Live)
- 2016 ─ Metal Monster (Live)
- 2017 ─ Battle in the Sky
- 2019 ─ Rise of the Dragon Empire
- 2021 ─ Creatures of the Dark Realm